# Геген, Аксель
Аксе́ль Геге́н (фр. Axel Gueguin; родился 24 марта 2005) — французский футболист, нападающий клуба «Монпелье».

## Клубная карьера
Аксель Геген родился и вырос в Монпелье, с детства он находится в системе одноимённого местного клуба. В сезоне 2021/2022 выступал за команду резервистов.

## Международная карьера
В апреле 2022 года Геген был вызван в сборную Франции возрастом до 17 лет для участия в чемпионате Европы до 17 лет 2022 года. На том турнире Аксель принял участие в 5 матчах своей сборной, в том числе и в победном финале, выйдя на замену.

## Достижения
Сборная Франции (до 17 лет)
- Чемпион Европы до 17 лет: 2022